# Die Koffer des Herrn O.F.
Die Koffer des Herrn O.F. (alemany: Les maletes del Senyor O.F) és una pel·lícula de comèdia alemanya de 1931 dirigida per Alexis Granowsky i protagonitzada per Alfred Abel, Peter Lorre i Harald Paulsen. Produït per Tobis Film, es va fer als Johannisthal Studios de Berlín amb escenografies dissenyades pel director d'art Erich Czerwonski. La pel·lícula es va rodar entre el 15 de setembre i el 17 d'octubre de 1931 i es va estrenar al Mozartsaal de Berlín el 2 de desembre de 1931. La pel·lícula es va reduir en gran manera. a un temps d'execució més curt, i es va tornar a publicar amb el títol alternatiu Bauen und heiraten (Construïnt i casant-se). Va rebre la seva estrena a Viena el 4 de juny de 1932.
Va rebre una recepció mixta de la crítica que estaven dividides sobre els seus elements fantàstics i no realistes. El guionista de la pel·lícula Léo Lania va voler que fos una crítica. del capitalisme.

## Argument
Quan tretze maletes grans arriben a un hotel d'un poble petit, etiquetades com a pertanyents a un misteriós O.F., provoquen curiositat i especulacions. Els rumors comencen a estendre's com la pólvora que pertanyen a un milionari. Tot i que O.F. no apareix, la seva arribada anticipada és un catalitzador d'una sèrie de canvis dramàtics a la ciutat.

## Repartiment
- Alfred Abel com a alcalde
- Peter Lorre com Stix, editor
- Harald Paulsen com el Constructor Stark
- Ludwig Stössel com a hoteler Brunn
- Hedy Lamarr (com a Hedwig Kiesler) com a Helene, filla de l'alcalde
- Margo Lion com a Viola Volant
- Ilse Korseck com a dona de l'alcalde
- Liska March com a Eve Lune
- Gaby Karpeles com a ajudant d'Eve Lune
- Hadrian Maria Netto com a perruquer Jean
- Hertha von Walther com a dona de Jean
- Franz Weber com a Schneider Dorn
- Maria Karsten com la senyora Dorn
- Alfred Döderlein com a Alexander, fill de l'alcalde
- Bernhard Goetzke com el Prof. Smith
- Josefine Dora com a sogra de Jean
- Friedrich Ettel com a farmacèutic
- Aenne Goerling com a Beck, propietari
- Rudolf Hofbauer com a director de cinema
- Arthur Mainzer com a ajudant del director de cinema
- Meinhart Maur com a metge
- Aribert Mog com a assistent de Stark
- Max Ralph-Ostermann com a majordom
- Henry Pleß com a director del banc
- Gertrud Ober com a secretària del gerent del banc
- Eduard Rothauser com a director de l'agència de viatges
- Elsa Wagner com a secretària de la directora de l'Agència de Viatges
- Hans Hermann Schaufuß com a Peter, servent
- Franz Schönemann com a director de l'agència
- Gerta Rozan com a primera secretària de la directora de l'Agència
- Ursula Urdang com a segona secretària de la directora de l'Agència
- Fanny Schreck com a sogra de Dorn
- Franz Stein com a professor de música
- Ernst Wurmser com a director de la banda dels Bombers
- Maria Forescu com a mare abusadora
- Eva L'Arronge com a secretària del fabricant de Perfumeria
- Hanns Waschatko com a fabricant de perfumeria